# لا پرنسسا (۱۷۷۸)
لا پرنسسا (۱۷۷۸) (به انگلیسی: La Princesa (1778)) یک کشتی است. این کشتی در سال ۱۷۷۸ ساخته شد.